# IMPACT EXCITER
IMPACT EXCITER（日语：インパクト・エキサイター）是水樹奈奈第八张个人专辑。King Records于2010年7月7日发售。

## 专辑解説
- 发售DVD·BOX套装付的初回限定盘（含48P写真集一本，KICS-91564）及通常盘（KICS-1564）两种版本。
- 封面照拍摄地：东京电讯中心（初回盤），東京国際论坛大楼（通常盤）。
- 水树本人参与了2010年7月4日播出的NHK综合节目「MUSIC JAPAN」，新曲于节目中披露。 根据水树本人的叙述，该曲于2010年6月22日完成了收录工作。
- 2010年7月7日，继续参与了NHK-BS2节目的演出，同专辑的新歌「NEXT ARCADIA」、「Silent Bible」、「7月7日」在节目中披露。一同参与节目的音乐人、过去曾为水树提供过乐曲的本間昭光担任键盘手。「7月7日」的曲作者、竖琴演奏家上松美香参加演奏。
- 2010年7月19日的Oricon专辑排行榜上，初登场第2位获得。排名次于获得第1位的上张专辑ULTIMATE DIAMOND。初动卖出93364张，比上张专辑的记录74206张大幅增加近2万。截止2010年，单曲、专辑通算，为个人最高初动张数记录。
- 在與台灣金牌大風唱片公司的合作之下，本作成為首張海外發行的水樹專輯，並登上G-Music東洋榜第4名。台壓版於2010年10月29日發行。
- 本专辑亦於2011年6月20日由韓國C&L Music發行韓國版，屬於首張韓國版的水樹專輯。
- 此张大碟亦成为中国国内正式引进的第一张水树奈奈的个人专辑，由星外星唱片公司于2012年2月20日发行，中国大陆正式译名《极限魅惑》，与台湾版正式译名相同。ISBN 9787881016771

## 收录曲
歌曲的中文译名摘自《极限魅惑 - 水树奈奈》。
1. TIME TO IMPACT EXCITER（极限魅惑）
作曲・編曲：上松範康（Elements Garden）
2. NEXT ARCADIA（下一处世外桃源）
作詞：Hibiki 作曲・編曲：上松範康（Elements Garden）
3. （圣誓）
作詞・作曲：，編曲：中山真斗（Elements Garden）
  - TBS系「爆!爆!爆笑問題」6・7月片尾曲（ED）
4. Silent Bible（沉默圣经）
作詞：水樹奈奈，作曲：母里治樹（Elements Garden），編曲：菊田大介（Elements Garden）
魔法少女奈葉A's PORTABLE -THE BATTLE OF ACES-PSP版片頭曲（OP）
5. Young Alive!（活力！）
作詞：水樹奈奈，作曲：三宅博文　編曲：藤田淳平（Elements Garden）
  - 日本科学未来館上映动画 「Young Alive! 〜iPS細胞がひらく未来〜」 主題歌
6. SCOOP SCOPE（抢占先机）
作詞：，作曲・編曲：齋藤真也
7. DRAGONIA（龙神国度）
作詞：Hibiki，作曲：俊龍，編曲：藤田淳平（Elements Garden）
8. 夢幻（梦幻）
作詞：水樹奈奈，作曲：上松範康（Elements Garden），編曲：藤田淳平（Elements Garden）
  - UHF放送局電視動畫白色相簿第2期片頭曲（OP）
9. 夏恋模様（夏恋模样）
作詞：藤林聖子，作曲・編曲：斎藤悠弥
10. 恋の抑止力 -type EXCITER-（恋爱的抑止力-刺激）
作詞：“METALGEAR SOLID PEACE WALKER”Sound Team，作曲：本田晃弘，編曲：菊田大介（Elements Garden）
  - PSP游戏METAL GEAR SOLID PEACE WALKER插曲。
11. PHANTOM MINDS（幽灵之冥）
作詞：水樹奈奈，作曲：吉木絵里子，編曲：陶山隼，弦乐編曲：弦一徹
魔法少女奈葉 The MOVIE 1st劇場版片頭曲（OP）
日本电视台「音乐战士 MUSIC FIGHTER」2010年1月份推荐曲
12. （闪光剧场）
作詞：　作曲・編曲：大西省吾
  - 东京电台「水樹奈奈のMの世界」片尾曲（ED）
13. （囚禁的巴别塔）
作詞：松井五郎、作曲・編曲：藤田淳平（Elements Garden）
14. （天鹅座双星）
作詞・作曲：水樹奈奈　編曲：藤間仁（Elements Garden）
  - 意為天鵝座β(輦道增七)星
15. Don't be long（别太久）
作詞・作曲・編曲：矢吹俊郎
  - 劇場版魔法少女奈葉 The MOVIE 1st插曲
16. 7月7日（7月7日）
作詞：水樹奈奈，作曲：上松美香，編曲：藤間仁（Elements Garden）

## DVD（初回限定盤付）
MIZUKI ACADEMY 收录時間77分
Lesson 1：英語 NANA IN LONDON＜ULTIMATE DIAMOND SHOOTING MOVIE＞
日語・英語发音，字幕付
解说旁白：（日語）水樹奈奈 （英語）Michael Rhys
Lesson 2：体育 愛媛甌柑海盜开球式＠新居浜市营球場
Lesson 3：社会 別子 社会科访问
Lesson 4：科学 日本科学未来館 科学访问
Lesson 5：家庭科 奈奈先生的料理庆祝！
Lesson 6：舞蹈 MUSIC VIDEO「恋の抑止力-type EXCITER-」
Lesson 7：日语 作詞解説＆MUSIC VIDEO「7月7日」